# Município de Sheffield (condado de Ashtabula, Ohio)
O município de Sheffield (em inglês: Sheffield Township) é um município localizado no condado de Ashtabula no estado estadounidense de Ohio. No ano de 2010 tinha uma população de 1.639 habitantes e uma densidade populacional de 27,23 pessoas por km².

## Geografia
O município de Sheffield encontra-se localizado nas coordenadas 41° 49′ 45″ N, 80° 40′ 33″ O. Segundo a Departamento do Censo dos Estados Unidos, o município tem uma superfície total de 60.2 km², da qual 60,09 km² correspondem a terra firme e (0,18 %) 0,11 km² é água.

## Demografia
Segundo o censo de 2010, tinha 1.639 habitantes residindo no município de Sheffield. A densidade populacional era de 27,23 hab./km². Dos 1.639 habitantes, o município de Sheffield estava composto pelo 97,62 % brancos, o 0,98 % eram afroamericanos, o 0,06 % eram amerindios, o 0,12 % eram asiáticos, o 0,43 % eram de outras raças e o 0,79 % eram de uma mistura de raças. Do total da população o 1,04 % eram hispanos ou latinos de qualquer raça.